# المنزل (السبرة)

تعديل مصدري - تعديل

المنزل هي إحدى قرى عزلة المساعدة بمديرية السبرة التابعة لمحافظة إب، بلغ تعداد سكانها 493 نسمة حسب تعداد اليمن لعام 2004.